# Héctor Jhon Caro
Héctor Hernán Jhon Caro (Atavillos Bajo, 2 de noviembre de 1938) es un abogado, contador público y policía (retirado) peruano, con el rango de general. Fue jefe de la Dirección contra el Terrorismo (DIRCOTE), de 1990 a 1992, y regidor de la Municipalidad Metropolitana de Lima entre 1996 y 1998.

## Biografía
Nació el 2 de noviembre de 1938, en el distrito peruano de Atavillos Bajo.
Tras realizar estudios en la Universidad Nacional Federico Villarreal, obtuvo el título de contador público. Luego estudió Derecho, graduándose como abogado en 1997.

### Jefe de la DIRCOTE
Fue general de la Policía Nacional del Perú y luego jefe de la Dirección contra el Terrorismo (DIRCOTE) de 1990 a 1992, donde participó junto con el Grupo Especial de Inteligencia (GEIN) en la exitosa captura del cabecilla del grupo terrorista Sendero Luminoso, Abimael Guzmán.

## Carrera política
Se inicia en el ámbito político como candidato a regidor de la Municipalidad Metropolitana de Lima en las elecciones municipales de 1995 por la alianza fujimorista Cambio 90 - Nueva Mayoría, liderada por Jaime Yoshiyama, y fue elegido para el periodo 1996-1998.
En las elecciones generales del año 2000, postuló al Congreso de la República y formó parte de la plancha presidencial de Ezequiel Ataucusi por el Frente Popular Agrícola FIA del Perú (FREPAP), sin embargo, no tuvo éxito. De igual manera en su candidatura a la presidencia del Gobierno Regional de Lima como miembro del partido Perú Posible en las elecciones regionales del 2014 y como regidor del distrito de La Molina en 2018 por el partido Fuerza Popular.

## Controversias
Fue convocado como testigo a favor de la defensa del condenado expresidente Alberto Fujimori en el “Mega Juicio” en 2008 por el caso contra el Grupo Colina, donde indicó que en una ocasión Santiago Martín Rivas fue a pedirle que le entregara un par de detenidos y terminó por negarse. Es también crítico de la Comisión de la Verdad y Reconciliación.